# Gorakhani
Gorakhani (en népalais : गोराखानी) est un comité de développement villageois du Népal situé dans le district de Solukhumbu. Au recensement de 2011, il comptait 1 347 habitants.